# Reichsbahndirektion Trier

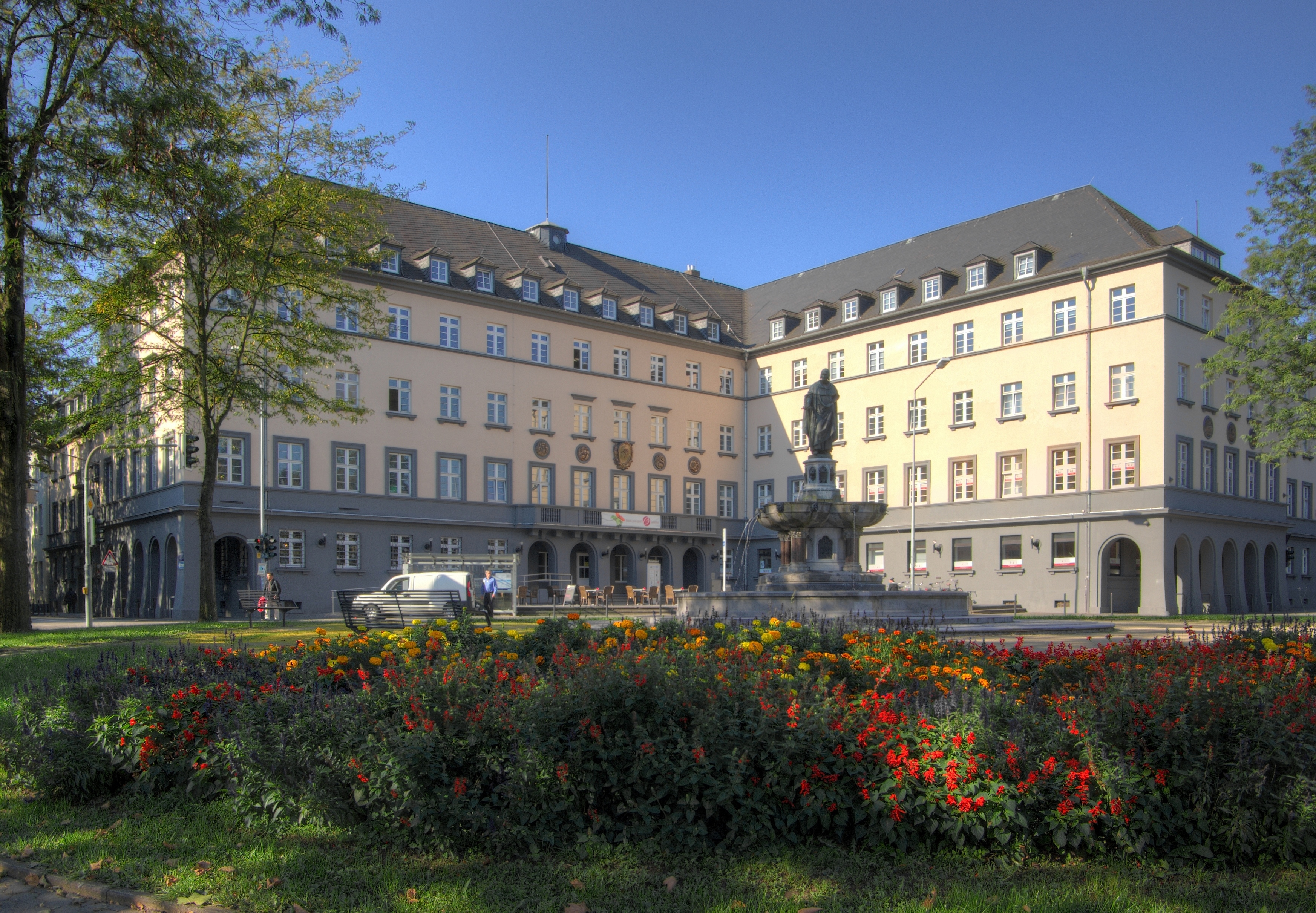
Gebäude der Reichsbahndirektion in Trier, heute Mehrgenerationenhaus

Die Reichsbahndirektion Trier war ein Verwaltungsbezirk der Deutschen Reichsbahn.

## Entstehung
Die Direktion entstand aus der Eisenbahndirektion St. Johann/Saarbrücken der Preußischen Staatseisenbahnen. Nachdem das Saargebiet 1920 zum Völkerbundsmandat geworden war, mussten deren auf Reichsgebiet verbliebenen Betriebsteile neu organisiert werden. Dies geschah zunächst durch eine Teilung der Eisenbahndirektion Saarbrücken zum 10. März 1920 in eine Eisenbahndirektion Saarbrücken 1 (zuständig für die Strecken, die innerhalb des Saargebietes zu liegen gekommen waren) und eine Eisenbahndirektion Saarbrücken 2 (zuständig für die Strecken, die außerhalb des Saargebietes lagen). 
Dabei hatten beide Direktionen zunächst ihren Dienstsitz in Saarbrücken. Zum 1. April 1920 wurde der Dienstsitz der Eisenbahndirektion Saarbrücken 2 nach Trier verlegt und deren Bezeichnung in Eisenbahndirektion Saarbrücken in Trier (auch: Stammeisenbahndirektion Saarbrücken in Trier) geändert. Im Februar 1921 erhielt sie dann die Bezeichnung Eisenbahndirektion in Trier.
Das Gebiet dieser Reichsbahndirektion erstreckte sich im Südteil der Rheinprovinz über Eifel und Hunsrück. Bedeutende Strecken innerhalb der Direktion waren:
- die Moselstrecke Koblenz–Trier und weiter nach Perl–(Metz) bzw. Luxemburg
- der Südteil der Eifelbahn (Köln)–Gerolstein–Trier
- die Strecke Saarbrücken–Kaiserslautern–(Ludwigshafen)
- die Saarstrecke ab 1935

Mit Gründung der Deutschen Reichsbahn wurde die Eisenbahndirektion zum 6. Juli 1922 in Reichsbahndirektion Trier umbenannt.
Da die Direktion der randlich gelegene „Rest“ der alten Eisenbahndirektion Saarbrücken war, hatte sie erhebliche Probleme wegen der deshalb nur mangelhaften Infrastruktur. Die einzig verbliebene Hauptwerkstätte lag in Konz und war zu klein, um den Fahrzeugunterhalt zu gewährleisten, bei dem sich sofort ein Rückstau bildete.

## Direktionsgebäude
1922 bis 1925 entstand in Trier nach Plänen des Reichsbahnarchitekten Karl Albermann ein repräsentatives Gebäude an der Ecke Christophstraße / Balduinstraße, um dort die Direktion unterzubringen. Es wurde im Sommer 1925 bezogen. Der in expressionistischen Formen gehaltene Bau (der während des Dritten Reiches als Sitz der Trierer Gestapo gedient hatte), ist bis heute erhalten. Seit 2011 befindet sich in dem Gebäude ein Mehrgenerationenhaus.

## Weitere Entwicklung
Zum 1. Oktober 1925 erhielt die Direktion die Zuständigkeit für die Hunsrückbahn (Boppard–Simmern) zwischen km 15,57 und 45,6 von der Reichsbahndirektion Mainz abgetreten.
Seit 1935 gehörte das Saargebiet, nach Volksabstimmung, wieder zum Deutschen Reich. Mit Wirkung zum 1. März 1935 wurde die Reichsbahndirektion Trier nach Saarbrücken verlegt und um die Strecken im Saarland erweitert. 1937 wurde das Streckennetz geändert. Im Dezember 1944 wurde die Direktion kriegsbedingt nach Neustadt an der Weinstraße verlegt. Die Direktion existierte bis April 1945.

## Direktion Trier/Saarbrücken
Nach der Ausgliederung des Saarprotektorats infolge des Zweiten Weltkriegs wurde in der französischen Besatzungszone von den Betriebsvereinigung der Südwestdeutschen Eisenbahnen (SWDE) zum 1. Juli 1948 die Eisenbahndirektion Trier errichtet, die 1949 nach Gründung der Deutschen Bundesbahn in Bundesbahndirektion Trier umbenannt wurde.
Im Saarland führten nach dem Krieg die Eisenbahnen des Saarlandes (EdS) von Saarbrücken aus den Betrieb. Beim Wiederanschluss des Saarlandes an die Bundesrepublik Deutschland entstand am 1. Januar 1957 die Bundesbahndirektion Saarbrücken und wurde zunächst von Trier aus mitgeleitet. Nach wirtschaftlicher Rückgliederung des Saarlandes am 6. Juli 1959 wechselte der gemeinsame Direktionssitz nach Saarbrücken; am 1. Januar 1960 wurden beide Direktionen in Saarbrücken zusammengelegt, die Bundesbahndirektion Trier aufgelöst. Letzter Präsident in Trier (und erster in Saarbrücken) war Fritz Grimm. Mit Inkrafttreten der Bahnreform am 1. Januar 1994 wurde auch die Bundesbahndirektion Saarbrücken aufgelöst. Letzter Präsident in Saarbrücken war Wolfgang Haas.